# 神山銅剣
神山銅剣（かみやまどうけん）は、日本の四国地方、徳島県名西郡神山町から出土した銅剣である。

## 概要
平形銅剣I式+平形銅剣c類、銅剣は2口であるが、2の穂先部は別個体ではないかとの考えもある。名西郡神山町上分の左右地・東寺遺跡では銅剣5口が出土し、三好市西祖谷山では「榎銅鐸」と「銅剣」が出土した。三好郡東みよし町にある大柿遺跡からは、日本最古である弥生前期の約2200年前の棚田が発見された。祭祀遺跡や信仰物が残されており、神信仰の変遷を辿ることができる。